# Възел (скорост)
Вижте пояснителната страница за други значения на Възел.
За начините на сплитане, известни като морски възли, вижте Възел
Възел (на английски: knot, международно означение kn или kt) е единица за скорост, равна на една морска миля в час.
Тъй като съгласно международната дефиниция за морска миля тя е равна на 1852 m, един възел е равен на 1,852 km/h (~ 0,51444 m/s). Възелът не е част от международната система SI, но е „допустим за използване“ заедно със системни единици. Наименованието произлиза от начина на използване на ръчния лаг в миналото. Скоростта на кораба се е определяла според броя на възлите на лаглина (тънко въже), които преминават през ръката на измерващия за определено време (обикновено 15 s или 1 min).
Възелът, както и международната морска миля, широко се използват в морския и въздушния транспорт. Причината е в удобството при навигационните разчети. Транспортно средство, което се придвижва със скорост един възел по протежение на меридиана, за един час се премества с една минута географска ширина.